# Raúl Bauza
Raúl Bauza (General Pico, 27 de agosto de 1934) é um ex-pentatleta olímpico argentino. 

## Carreira
Raúl Bauza representou a Argentina nos Jogos Olímpicos de 1960, na qual ficou na 40° posição no individual e 20 por equipe. 